# Pierre Rode
Jacques-Pierre-Joseph Rode, conocido artísticamente como Pierre Rode, (Burdeos, 16 de febrero de 1774 - Château de Bourbon, cerca de Damazan, Lot y Garona, 25 de noviembre de 1830) fue un compositor y violinista francés.

## Vida

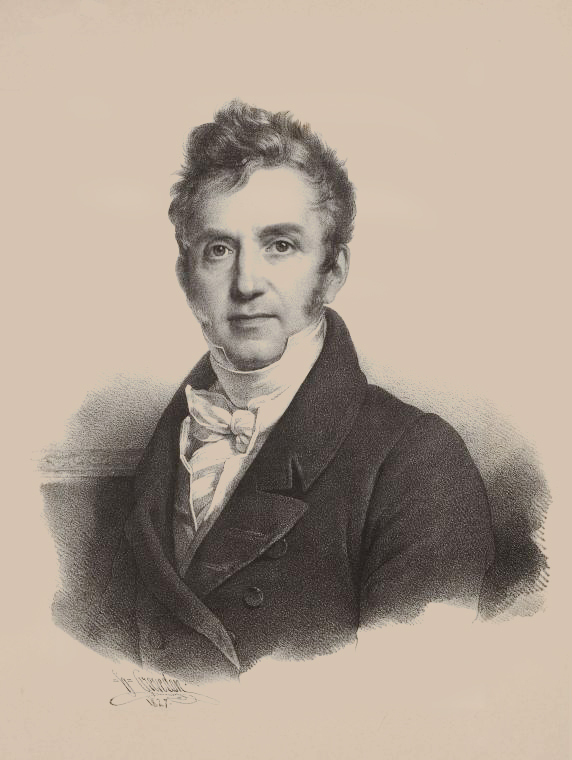
Pierre Rode en 1827.

Músico precoz, Rode era ya un violinista destacado a los 12 años. En 1787 se traslada a París donde fue alumno de Fauvel y más tarde de Giovanni Viotti, el cual le hizo debutar en público. A partir de 1790 viajó por Europa dando a conocer su arte y no regresó hasta a París hasta 1799, siendo nombrado solista de la Ópera y profesor del conservatorio recientemente creado. En 1800 era el violinista solista de la música del primer cónsul. En 1803 publicó en colaboración con Pierre Baillot y Rodolphe Kreutzer el Método de violín de conservatorio.
Viajó con Boïeldieu a Rusia, vivió en San Petersburgo desde 1804 hasta 1809, donde fue violinista del Zar. En 1811 de nuevo abandona París para viajar en esta ocasión a Viena donde interpreta la Romanza para violín y orquesta que Beethoven había escrito expresamente para él. En 1813, fija su residencia en Berlín, y allí publica sus 24 caprichos, estudios para violín. Dejó la capital alemana en 1819.
En 1828, su salud empeora ostensiblemente, sufre una parálisis que le impide actuar con la elegancia, la expresividad y la vivacidad que le caracterizan.

## Obra
Aunque escribió numerosas piezas para violín, así como 13 conciertos, sus obras no se interpretan casi nunca, al contrario  que las de Niccolò Paganini. Sus Caprices, son considerados como ejercicios de aprendizaje. No obstante, su contribución al arte del violín romántico sigue siendo importante.